# Panaretella immaculata
Panaretella immaculata là một loài nhện trong họ Sparassidae.
Loài này thuộc chi Panaretella. Panaretella immaculata được George Newbold Lawrence miêu tả năm 1952.